# Marokkó a 2014. évi téli olimpiai játékokon
Marokkó az oroszországi Szocsiban megrendezett 2014. évi téli olimpiai játékok egyik részt vevő nemzete volt. Az országot az olimpián 1 sportágban 2 sportoló képviselte, akik érmet nem szereztek.

## Alpesisí
Férfi
| Versenyző      | Versenyszám      | 1. futam | 1. futam | 2. futam      | 2. futam      | Összesítés | Összesítés |
| Versenyző      | Versenyszám      | Idő      | Hely.    | Idő           | Hely.         | Idő        | Helyezés   |
| -------------- | ---------------- | -------- | -------- | ------------- | ------------- | ---------- | ---------- |
| Adam Lamhamedi | Műlesiklás       | 54,47    | 51.      | nem ért célba | nem ért célba | kiesett    | kiesett    |
| Adam Lamhamedi | Óriás-műlesiklás | 1:29,27  | 51.      | 1:29,96       | 48.           | 2:59,23    | 47.        |

Női
| Versenyző  | Versenyszám      | 1. futam | 1. futam | 2. futam | 2. futam | Összesítés | Összesítés |
| Versenyző  | Versenyszám      | Idő      | Hely.    | Idő      | Hely.    | Idő        | Helyezés   |
| ---------- | ---------------- | -------- | -------- | -------- | -------- | ---------- | ---------- |
| Kenza Tazi | Műlesiklás       | 1:10,19  | 56.      | 1:06,96  | 45.      | 2:17,15    | 45.        |
| Kenza Tazi | Óriás-műlesiklás | 1:35,27  | 69.      | 1:34,52  | 61.      | 3:09,79    | 62.        |